# The Meatrix
The Meatrix is een animatiefilm die is gemaakt door Free Range Graphics, een bedrijf dat gevestigd is in Washington D.C. Het is een parodie op de film (serie) The Matrix.
In de animatiefilm krijgt het varken Leo de keuze om de rode pil of de blauwe pil te nemen. Als hij de blauwe pil neemt, zal de werkelijkheid om hem heen, de familieboerderij, zo ideaal blijven lijken als voorheen. Kiest hij echter de rode pil, dan zal hij de harde waarheid achter die werkelijkheid leren kennen. Leo kiest de rode pil.
De animatiefilm wordt beschreven in het boek De eeuw van het dier van Marianne Thieme en werd door de Partij voor de Dieren, tijdens de campagne voor de Europese verkiezingen van 10 juni 2004 gebruikt.